# Eva Cederström
Eva Kristina Cederström, född 15 september 1909 i Tammerfors, död där 1 juni 1995, var en finländsk konstnär. 
Cederström studerade 1931–1933 vid Viborgs konstvänners ritskola, 1933–1937 och 1938 vid Finska konstföreningens ritskola samt 1951 i Paris vid Académie Lhote och Académie de la Grande Chaumière. Hon hade ett nära förhållande till de nordiska länderna och vistades i olika repriser i Sverige och Danmark, där hennes konst 1947 började orienteras mot en ljusare färgskala. Hon ställde första gången ut 1938, men hennes genombrott inträffade i samband med de Ungas utställning 1945. Hon målade främst landskap, porträtt, figurbilder och stilleben. 
Cederström idkade i sin tidiga ungdom violinstudier, men valde bildkonstnärens yrke. Musiken var emellertid ett viktigt tema i hennes konst. Havet var ett lika vanligt ämne, och den blå färgen ingick alltid i hennes palett. Av de internationella mästarna påverkades hon mest av Paul Cézanne och Georges Braque, som hon hyllat bland annat i ett av sina kubistiska stilleben. Hon var för det mesta figurativ och arbetade i en känslig och stiliserande stil, men abstrakta arbeten förekommer också i hennes produktion. Hon blev en mycket anlitad och omtyckt porträttmålare. Hon undervisade vid Fria konstskolan 1947–1948 och Finlands konstakademis skola 1965–1974. Hon tilldelades Dukatpriset 1948, Pro Finlandia-medaljen 1959, pris ur Marcus Collins minnesfond 1987 och professors titel 1982.